# گژگوش وارخوئو
گژگوش وارخوئو (لهستانی: Grzegorz Warchoł؛ ‏ [ˈɡʐɛɡɔʂ]؛ ‏ زادهٔ ۳۱ اوت ۱۹۴۷) بازیگر، فیلم‌نامه‌نویس، تهیه‌کننده و کارگردان فیلم اهل لهستان است.
از فیلم‌ها یا مجموعه‌های تلویزیونی که وی در آن‌ها نقش داشته‌است، می‌توان به سرنوشت‌های لهستانی، اسکادران، قمار فوتبال، سیل، شمش‌سازان، مقدرشده برای بلوز، چهل‌ساله، به تاخت، قانون حقیقی، جهان به روایت خانواده کیپسکی، سه رنگ: سفید و ده فرمان (قسمت دهم) اشاره نمود.